# طعم الكرز (فلم)
طعم الكرز (بالفارسية: طعم كيلاس) فيلم إيراني لعام 1997 من تأليف وإنتاج وإخراج عباس كيارستمي، فاز بالسعفة الذهبية بمهرجان كان في عام 1997 .

## القصة
يحكي الفيلم فكرة الموت والرغبة في الانتحار. وذلك من خلال سرده لقصة رجلٍ مكتئب غارق في السواد بشكلٍ لم يعد يطيق معه العيش فانتهى إلى ضرورة إنهاء حياته. وقد وضع خطة لتنفيذ ذلك وهي أن يتناول حبوبًا مخدرة وأن ينام في حفرة شبيهة بالقبر منتظرًا قدوم شخص قد اتفق معه مسبقًا ليهيل عليه التراب وبذلك يجد نفسه مدفوناً في باطن الأرض دون أن يمتلك فرصة للتراجع في حال أفاق من نومه، ورغم سهولة الخطة إلا أن المأساة تتمثل في عدم عثوره على الشخص الذي سيتم عملية ردم الحفرة، لذلك يقوم بالبحث عن شخص للقيام بمهمة دفنه بعد الانتحار، فيلتقي بجندي، وطالب يدرس الدين، وأخيرًا رجل يعمل محنط للحيوانات وهذا الذي يوافق على المهمة لأن له ابن مريض ويحتاج للعلاج. ينتهي الفيلم بذهاب «بديعى» للحفرة والاستلقاء بداخلها منتظرًا محنط الحيوانات ليهيل عليه التراب، ولكن تستمر الأحداث لنرى «عباس كيارستمى» المخرج ومعه طاقم العمل وهو يأمرهم بالراحة ونرى بطل الفيلم مع طاقم العمل يشعل سيجارتين يسلم واحدة من السجائر إلى مساعد المخرج. 

## الممثلين
- هومايون ارشادى: في دور بديعى
- عبد الرحمن باقرى: في دور محنط الحيوانات
- افشيد خورشيد باختيارى: عامل
- سافار على مرادى: جندى
- مير حسين نورى: طالب يدرس الدين

## نوع الفيلم
الفيلم من أفلام السينيما التقليلية (التبسيطية أو التي تستخدم الحد الأدنى) وهي الافلام التي يستخدم في تصويرها عدد قليل من العاملين، وتحتوى على مشاهد أكثر بساطة من الفيلم الكلاسيكى. يظهر في كثير من المشاهد البطل «بديعى» في السيارة في مقعد القيادة ولا نشاهد من يتحدث إليه (حيث أن المخرج في معظم الأوقات سيكون في المقعد المجاور لقائد السيارة).

## الموسيقى
لا توجد موسيقى تصويرية بل نستمع طوال الفيلم خلفية الاماكن التي يقود فيها «بديعى» سيارته. في نهاية الفيلم ومع أسماء العاملين نستمع لموسيقى من الجاز للامريكى «لويس ارمسترونج» واثناء احداث الفيلم نستمع من راديو خارج السيارة للمغنى الافغانى الشهير «أحمد زاهر» واغنية تحت عنوان «الله هو حاميك».

## استقبال الفيلم
كتب الناقد الامريكى «روجر ايبرت» أن هذا الفيلم ممل وكأنه طيار بدون طائرة. وكتب الناقد الامريكى «جوناثان روزينبوم» كلمات ايجابية عن الفيلم ومنحه أربعة نجوم من أربعة اى انه منحه الدرجة النهائية. اعتبر «معهد الفيلم البريطاني» بعد التصويت عام 2012 ان فيلم «طعم الكرز» هو من أفضل عشرة أفلام في تاريخ السينيما.

## وصلات خارجية
- مقالات تستعمل روابط فنية بلا صلة مع ويكي بيانات